# (4278) Harvey
(4278) Harvey ist ein Hauptgürtelasteroid, der am 22. September 1982 von Ted Bowell vom Lowell-Observatorium aus entdeckt wurde.